# Valentina Pistoli
Valentina Pistoli, née en 1928 à Korçë (Albanie) et morte en 1993, est une architecte albanaise.
Valentina Pistoli est la première femme architecte albanaise. Elle dirige notamment le groupe d'architectes qui a conçu l'hôtel Tirana, composé de 15 étages et inauguré en 1979. 

## Biographie
Valentina Pistoli naît en 1928 à Korçë. Elle étudie l'architecture à l'Université de Sofia et obtient son diplôme en 1952. 
Pistoli meurt en 1993.

## Postérité
En mars 2018, Valentina Pistoli a reçu l'Albanian Architecture Award 2018 pour sa contribution à certains des plus grands travaux de l'époque communiste et dont le style résiste à l'épreuve du temps.